# These Are the Days of Our Lives
Singles de Queen
The Show Must Go On
(1991) Heaven for Everyone
(1995)
These Are the Days of Our Lives est une chanson du groupe britannique Queen, sortie en 1991. Il s'agit du 4e single extrait de l'album Innuendo sorti la même année. La chanson ressort quelques mois plus tard en double face-A combiné avec Bohemian Rhapsody, deux semaines après le décès de Freddie Mercury. Il a obtenu la récompense de meilleur single britannique lors des Brit Awards 1992.

## Clip vidéo
Le clip qui accompagne le single est le dernier dans lequel apparaît Freddie Mercury : il était en effet à la fin de son combat contre le Sida. La majorité des plans utilisés dans la vidéo ont été filmés par les réalisateurs autrichiens Hannes Rossacher et Rudi Dolezal, le 30 mai 1991. Bien que Roger Taylor joue des congas dans le clip, c'est en fait le producteur du groupe, David Richards, qui a joué de cet instrument lors de l'enregistrement de la chanson.
Pour la vidéo, Freddie Mercury, Roger Taylor et John Deacon étaient présents lors des prises de vue. Les scènes avec le guitariste Brian May ont été enregistrées des semaines plus tard et mixées dans la vidéo, car il était à l'étranger à l'époque, en train de faire de la promo dans des stations de radio aux États-Unis et au Canada. La vidéo a été tournée en noir et blanc afin de cacher les ravages de la maladie de Freddie Mercury. Par la suite, des images en couleurs ont été diffusées, montrant à quel point en était Freddie Mercury, et donc justifiant la décision du groupe de filmer en noir et blanc. Une photographie de Mercury (en couleur) prise durant le tournage du clip est d'ailleurs visible dans le livret de la compilation Greatest Hits II (1991).
La version américaine du clip contient des éléments d'animation produits par les animateurs des studios Walt Disney, puisque Hollywood Records, label de Queen aux États-Unis, en était une filiale. Puis en 1992, afin de promouvoir la compilation Classic Queen aux États-Unis, une autre version du clip a été faite, mêlant des extraits d'archives du groupe de 1973 à 1991 au clip original.

## Liste des titres
| 1. | These Are the Days of Our Lives | 4:10 |
| 2. | Bijou                           | 3:36 |

| 1. | These Are the Days of Our Lives        | 4:18 |
| 2. | These Are the Days of Our Lives (Edit) | 3:54 |

| 1. | These Are the Days of Our Lives | 4:10 |

| 1. | Bohemian Rhapsody               | 6:00 |
| 2. | These Are the Days of Our Lives | 4:15 |

## Classements et certifications
| Pays        | Meilleure position |
| ----------- | ------------------ |
| Royaume-Uni | 1                  |
| Irlande     | 1                  |
| Portugal    | 1                  |
| Pologne     | 1                  |
| Pays-Bas    | 1                  |
| États-Unis  | 2                  |
| Australie   | 5                  |
| Autriche    | 8                  |
| France      | 15                 |
| Allemagne   | 16                 |

| Pays              | Ventes    | Certifications |
| ----------------- | --------- | -------------- |
| Royaume-Uni (BPI) | 600 000 + | Platine        |

## Crédits
- Freddie Mercury : chant principal et claviers
- Brian May : guitare électrique
- Roger Taylor : batterie et claviers
- John Deacon : guitare basse
- David Richards : claviers, programmation, bongo, percussions